# Paul Gavarni

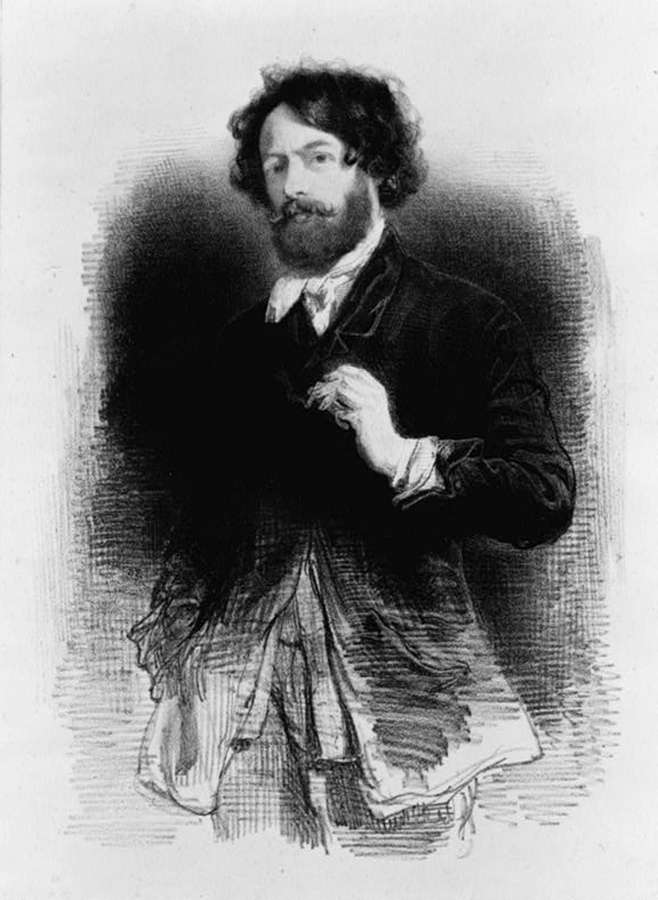
Selbstporträt Gavarnis von 1842

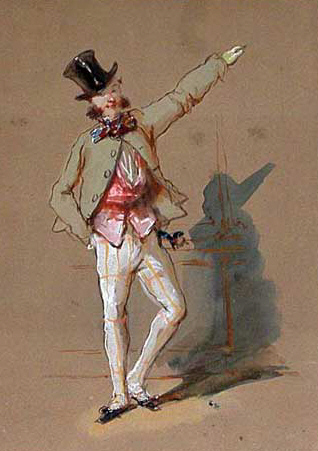
Gavarni: Pariser Dandy

Gavarni, genannt Paul Gavarni (Hippolyte Sulpice Guillaume Chevalier) (* 13. Januar 1804 in Paris; † 23. November 1866 in Auteuil) war ein französischer Zeichner, Grafiker und Karikaturist.

## Leben
Sulpice-Guillaume Chevalier stammte aus einer ärmlichen Familie und begann seine künstlerische Karriere als Modezeichner, nachdem er zuvor als Mechaniker in einer Maschinenfabrik gearbeitet hatte. Infolge eines Aufenthalts im Dorf Gavarnie in den Pyrenäen wählte er als Pseudonym Gavarni, der Vorname Paul ist erst in Nachschlagewerken des frühen 20. Jahrhunderts überliefert. Ab 1828 schuf er geistreich-ironische Schilderungen der Pariser Gesellschaft und 1848 bis 1851 während eines Londonaufenthaltes moralistische Darstellungen der dortigen Armenviertel. Gavarni zählte zu den Meistern der Lithographie des 19. Jahrhunderts. Bedeutend sind auch seine Buchillustrationen und Aquarelle.
In der Zeit von 1837 bis 1848 arbeitete er für die Satire-Zeitschrift Le Charivari.

## Werke
- Oeuvres nouvelles. Librairie nouvelle, Paris 1853 (Digitalisat)